# Championnat des Fidji de football 1994
Navigation
Saison 1988 Saison 1997
La saison 1994 du Championnat des Fidji de football est la dix-huitième édition du championnat de première division aux Fidji. Les dix meilleures équipes du pays sont regroupées au sein d'une poule unique, où elles s'affrontent deux fois, à domicile et à l'extérieur. À la fin du championnat, le dernier du classement dispute un barrage de promotion-relégation face au meilleur club de Premier League, la deuxième division fidjienne.
C'est l'équipe de Ba FC qui remporte la compétition après avoir terminé en tête du classement final, avec trois points d'avance sur Labasa FC et cinq sur Suva FC. C'est le sixième titre de champion des Fidji de l'histoire du club.

## Les clubs participants
| - Ba FC - Lautoka FC - Navua FC - Suva FC - Nasinu FC | - Labasa FC - Nadi FC - Tavua FC - Rewa FC - Nadroga FC |

## Compétition
Le barème utilisé pour établir les différents classements est le suivant :
- Victoire : 3 points
- Match nul : 1 point
- Défaite : 0 point

### Classement
| Rang | Équipe      | Pts | J  | G  | N | P | Bp | Bc | Diff |
| ---- | ----------- | --- | -- | -- | - | - | -- | -- | ---- |
| 1    | Ba FC       | 38  | 18 | 11 | 5 | 2 | 45 | 12 | +33  |
| 2    | Labasa FC   | 35  | 18 | 11 | 2 | 5 | 42 | 23 | +19  |
| 3    | Suva FC     | 33  | 18 | 9  | 6 | 3 | 28 | 18 | +10  |
| 4    | Tavua FCC   | 24  | 18 | 6  | 6 | 6 | 21 | 27 | -6   |
| 5    | Rewa FC     | 23  | 17 | 7  | 2 | 8 | 20 | 28 | -8   |
| 6    | Nadi FC     | 22  | 18 | 6  | 4 | 8 | 24 | 26 | -2   |
| 7    | Nadroga FCT | 20  | 18 | 5  | 5 | 8 | 31 | 28 | +3   |
| 8    | Navua FC    | 15  | 18 | 3  | 6 | 9 | 11 | 27 | -16  |
| 9    | Nasinu FC   | 15  | 18 | 3  | 6 | 9 | 15 | 35 | -20  |
| 10   | Lautoka FC  | 14  | 17 | 2  | 8 | 7 | 16 | 29 | -13  |

|  | Champion des Fidji 1994                               |
|  | Participation au barrage de promotion-relégation      |
|  | T: Tenant du titre C: Vainqueur de la Coupe des Fidji |

- Le résultat du match entre Rewa FC et Lautoka FC n'est pas connu mais il est certain que Lautoka n'a pas perdu ce match, évitant le barrage de promotion-relégation.

#### Barrage de promotion-relégation
| Équipe 1  | Résultat | Équipe 2         |
| --------- | -------- | ---------------- |
| Nasinu FC | -        | (D2) Savusavu FC |

- Le résultat du barrage est inconnu mais on sait de façon certaine que les deux clubs se maintienneent dans leur championnat respectif.

## Bilan de la saison
| Championnat des Fidji de football 1994                             |                  |
| Champion                                                           | Ba FC (6e titre) |
| Coupes et trophées                                                 |                  |
| Vainqueur de la Coupe des Fidji 1994                               | Tavua FC         |
| Promotions et relégations                                          |                  |
| Promus en Championnat des Fidji de football                        | Aucun            |
| Relégués en Championnat des Fidji de football de deuxième division | Aucun            |